# Baixo profundo
| Tipo de Voz  | Tipo de Voz |
| Feminino     | Masculino   |
| ------------ | ----------- |
| Soprano      | Tenor       |
| Meio-soprano | Barítono    |
| Contralto    | Baixo       |

Baixo profundo ou Baixo-Profundo Lírico é um dos timbres mais graves e mais pesados da voz masculina. Possui um registro raríssimo, que atinge no registro grave uma sonoridade cavernosa e no registro agudo uma qualidade enérgica e um pouco áspera. Seu timbre consiste em ser mais pesado que um Baixo. Sua tessitura usual é do C2 ao F4.
Muitas vezes, em contexto não-solo, compositores de corais fazem uso de notas mais baixas (G1 ou mesmo F1), e esses profundos baixos são geralmente chamados de oktavists, um cantor desse tipo de voz canta uma completa oitava abaixo do registo baixo.
Oktavists são especialmente típico da Ortodoxa música vocal da Rússia. Porque a voz masculina geralmente leva muito tempo para se desenvolver e crescer, especialmente na faixa inferior, notas baixas soam ressonante e cheio quando o cantor está em torno de 40 ou até 50 anos de idade. Estas partes são, muitas vezes reservados para os homens mais velhos.

## Baixos Profundos Notáveis

### Na Ópera
1. Johann Ignaz Ludwig Fischer (1745-1825)
2. Feodor Ivanovich Chaliapin (1873 - 1938)
3. Josef Greindl (1912-1993)
4. Maxim Mikhailov (1893 -1971)
5. Martti Talvela (1935-1989)
6. Kurt Moll (nascido em 1938-2017)
7. Matti Salminen (nascido em 1945)
8. Kurt Rydl (nascido em 1947)
9. Pompeiu Hărăşteanu
10. Ludwig Weber (1899-1974)

### Oktavists
1. Vladimir Pasyoukov
2. Yuri Wichniakov
3. Vladimir Miller
4. Mikhail Kruglov
5. Mikhail Zlatopolsky
6. Pavel Myakotin
7. Paul Michalik

### No Brasil
1. Hermes Rezende dos Santos (1939-2007)
2. Aluísio Júnior (Quarteto Gileade)
3. Fernando Araújo (Quarteto Inspirassom)
4. Noriel Vilela (1936-1975)
5. Falcão da dupla Felipe & Falcão (1956-2009)
6. Noel (Trio Melodia)
7. Neimar Brito (Quarteto Athus)
8. Alexandre Cruz (Quem Sabe Faz Ao Vivo)
9. Thedy Corrêa (Nenhum de Nós)[2]